# Skoranov
Skoranov je osada, část města Třemošnice v okrese Chrudim. Nachází se asi 3 km na severovýchod od Třemošnice. Skoranov je také název katastrálního území o rozloze 3 km².